# Павловское (Смоленская область)
Павловское — деревня в Тёмкинском районе Смоленской области России. Входит в состав Павловского сельского поселения. Население — 165 жителей (2007 год). 
Расположена в восточной части области в 7 км к востоку от Тёмкина, в 29 км северо-восточнее автодороги Р132 Вязьма — Калуга — Тула — Рязань, на берегу реки Воря. В 8 км западнее деревни расположена железнодорожная станция Тёмкино на линии Вязьма — Калуга. 

## История
В годы Великой Отечественной войны деревня была оккупирована гитлеровскими войсками в октябре 1941 года, освобождена в марте 1943 года.

## События
В 2009 г. близ деревни прошел крупный молодёжный фестиваль свободного творчества "Пустые Холмы", который посетило около 40 тысяч человек.